# Anne Roiphe
Anne Roiphe (25 dicembre 1935) è una giornalista, scrittrice e conduttrice televisiva statunitense.

## Opere
- Digging Out (1967) OCLC 1379123
- Up The Sandbox (1970) ISBN 9780586037737, OCLC 877359915
- Up The Sandbox (1970)
- Long Division (1972) ISBN 9780586039793, OCLC 16295613
- Fruitful: A Memoir (1996)
- Me and.. Me (2019)

## Premi
- National Book Award
  - Candidatura per la miglior saggistica